# ГТД-3
ГТД-3 — турбовальный авиационный двигатель, создавался Омским моторостроительным конструкторским бюро для вертолёта Ка-25.
Испытания двигателя были завершены в 1964 году, а в 1965 году было начато его серийное производство. Испытания проводились на базе переоборудованных танков Т-55 и Т-64, а также опытного объекта 167.
За 20 лет на Омском моторостроительном заводе им. П. И. Баранова изготовлено около 1000 двигателей семейства ГТД-3.
Также на основе ГТД-3 была создана зерносушилка. В то время для целинных хозяйств была остро необходима зерносушилка. Огромные вороха хлеба превращались в гниющую массу. Специально изготовленную для этих целей газотурбинную установку испытывали в одном из целинных совхозов северного Казахстана. Производительность составила более 10 тонн в час. Однако в деле использовать её не пришлось — появились элеваторы.

## Модификации
Выпускались следующие модификации двигателя:
- ГТД-3 — устанавливался на первых опытных образцах Ка-25. Мощность 750 л.с. Разработка 1956 года.
- ГТД-3Ф — мощность 900 л.с. (с редуктором РВ-3Ф). Разработка 1960-65 года, в серии с 1965.
- ГТД-3М — мощность 1000 л.с. (с редуктором РВ-3Ф). Разработка 1963-73 годов, в серии с 1973.
- ГТД-3БМ — мощность 990 л.с.

В 1960 году ОКБ-29 проводило работы по адаптации ГТД-3 в качестве танкового двигателя. Были разработаны и испытаны модификации:
- ГТД-3Т мощностью 700 л.с.
- ГТД-3ТЛ мощностью 900 л.с.
- ГТД-3ТП мощностью 950 л.с.
- ГТД-3ТУ с сокращённым временем пуска в условиях низких температур.